# SN 1998dd
SN 1998dd – supernowa odkryta 18 lipca 1998 roku w galaktyce A134733-3302. W momencie odkrycia miała maksymalną jasność 17,00m.